# Gai Licini Nerva (pretor)
Gai Licini Nerva (en llatí Caius Licinius Nerva) va ser un magistrat romà del segle ii aC. Era fill d'un Gai Licini Nerva del que no se'n sap res. Formava part de la gens Licínia.
Va ser un dels llegats que l'any 168 aC va portar la notícia a Roma de la derrota de l'exèrcit il·liri i la captura del rei Genci.
L'any 167 aC va ser un dels sis pretors i va tenir com a província la Hispània Ulterior, però potser no hi va anar, ja que al final de l'any era un dels comissionats nomenats per a portar els ostatges tracis, encara que tenia temps per fer això i després anar a la província.